# Madeleine Swann
Madeleine Swann es un personaje de las películas de James Bond Spectre (2015) y Sin tiempo para morir (2021), interpretada por la actriz Léa Seydoux.

## Biografía del personaje
Swann es la hija de Mr. White, un antagonista recurrente de las películas de James Bond de Daniel Craig. Sin tiempo para morir relata cómo, cuando era niña en Noruega, Swann fue testigo del asesinato de su madre por Lyutsifer Safin, bajo las órdenes de Ernst Stavro Blofeld. Swann se convirtió en psiquiatra y trabajó para Médicos Sin Fronteras. En Spectre, trabaja en una clínica privada en los Alpes austriacos y conoce a Bond poco después de que su padre se suicida y ayuda a Bond a capturar a Blofeld. Posteriormente, en Sin tiempo para morir, Bond es emboscado y termina su relación, creyendo que Swann lo ha traicionado. Sin embargo, tienen una hija, Mathilde, cuya paternidad se revela al final de la película. Ahora es la psiquiatra de Blofeld y Safin la obliga a asesinar a Blofeld. Bond termina matando a Blofeld, después de que admite que incriminó a Swann, y Bond y Swann se reconcilian. Al final, Bond le dice a Swann antes de morir que la ama a ella y a Mathilde.

## Producción
Los cineastas originalmente buscaron a una actriz «rubia, escandinava» para interpretar el papel de Swann, antes de ampliar su red para incluir también a actrices francesas y alemanas, por lo que eligieron a Seydoux.
El nombre de Madeleine Swann es un tributo a Marcel Proust: el volumen 1 de En busca del tiempo perdido de Proust se llama Por el camino de Swann e incluye un pasaje en el que el narrador disfruta de una magdalena (en francés madeleine).

## Recepción
Seydoux fue nominada a los premios Teen Choice Awards 2016 en la categoría «Actriz de película elegida: acción» por su interpretación de Swann en Spectre.

## Evaluación
Thomas Lethbridge sugiere que la relación de Bond con Swann es paralela a su anterior romance con Vesper Lynd en Casino Royale: «En ambas películas, Bond aparentemente se encuentra en una relación relativamente feliz, antes de que todo se derrumbe como resultado de una aparente traición». John L. Flynn y Bob Blackwood sugieren que la relación de Bond con Swann es muy moderna: «La interpretación de Daniel Craig de un 007 más moderno bien puede ayudar a disipar el enfoque anticuado y chovinista del amor y las relaciones de Bond, y establecer relaciones más complicadas y, por lo tanto, más relaciones realistas con sus protagonistas femeninas en el nuevo milenio».
Mary Rose Somarriba describe a Swann como «casi igual, si no igual, a Bond en combate, conocimientos de asesinato e intelecto». Sommariba continúa diciendo,

Lejos de ser un personaje unidimensional, Swann es notablemente multifacética en su fuerza e inteligencia. Quizás lo más sorprendente no es que ella sea igual a su contraparte masculina, sino lo que la hace diferente. Hay una manera en la que Swann es superior a Bond, y es en la forma en que ve más allá de la vida del asesino: en última instancia, lo ve como una carencia y quiere más. Swann tiene una gran educación como doctora en psicología y, a pesar de que su padre la entrenó en combate, prefiere vivir lejos de las cosas que la tentarían a volver a esa vida, de ahí su estación en los Alpes austriacos en una clínica médica privada.